# Prinses Astrid (schip, 1930)
De Prinses Astrid was een Belgische overzetboot van Oostende-Dover, gebouwd op de scheepswerf van John Cockerill te Hoboken, Antwerpen.

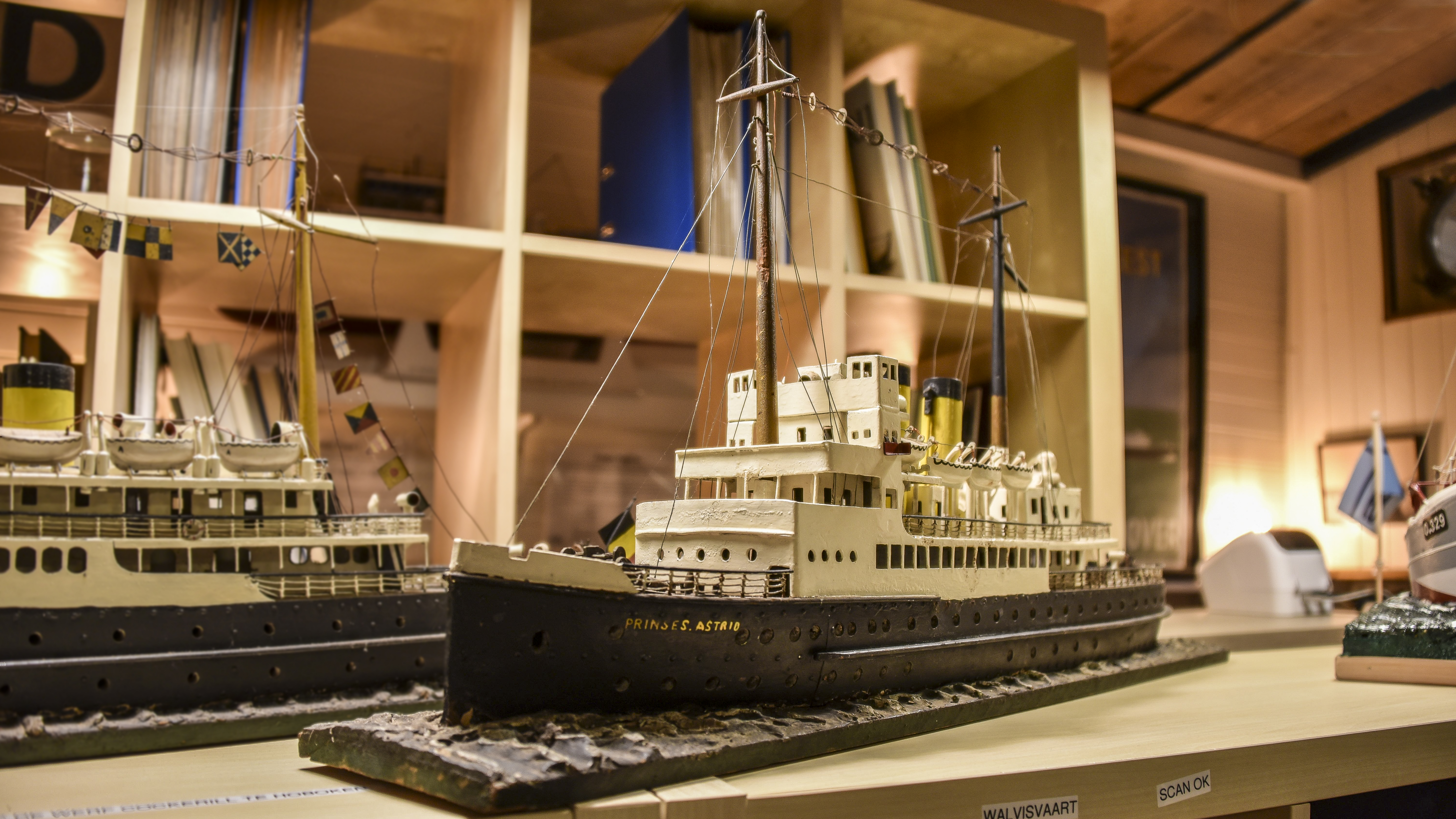
Model van de prinses Astrid op het museumschip Tordino

De Prinses Astrid werd genoemd en gedoopt naar de toenmalige toekomstige koningin van België, Astrid van Zweden die met kroonprins Leopold getrouwd was.
Het schip was evenals de zusterschepen in die periode zwart van romp, wit van opbouw en had twee beigekleurige schoorstenen en twee masten.
In 1957 liep een nieuwe Reine Astrid van stapel, die eveneens de dienst op de Oostende-Doverlijn verzorgde.
- Lengte: 109,60 m
- Breedte: 14,48 m
- Diepgang: 3,05 m

## Geschiedenis
- 20.07.1929 Stapelloop.
- 24.04.1930 Eerste reis Oostende-Dover.
- 18.05.1940 Afgevaren met vluchtelingen bestemming Southampton.
- 1940 Omgebouwd tot Infantry Landing Ship door Silly Cox Falmouth.
- 26.05.1941 Herdoopt tot HMS Prinses Astrid.
- 1942 Deelname aan operations Jubilee (De raid op Dieppe), Husky and Avalanche (De landing in Sicily en in Salerno) en Neptune (De landing in Normandië).
- 02.1946 Teruggave aan Belgische Staat.
- 07.10.1946 Terug in de dienst Oostende-Dover.
- 21.06.1949 Op een oude zeemijn uit de Tweede Wereldoorlog gelopen voor Duinkerke en gezonken. Er vielen vijf doden onder de bemanning en 20 gewonden onder de passagiers. Toen het schip zonk had het nog maar een reddingssloep in de davits hangen van de vier sloepen. De meer dan 270 passagiers konden op zee overstappen op andere boten, vooraleer de Prinses Astrid in de golven verdween.